# Инаугурација председника Џона Кенедија
Инаугурација Џона Ф. Кенедија као 35. председника Сједињених Држава одржана је у петак, 20. јануара 1961. у источном портику Капитола Сједињених Држава у Вашингтону, мандат председника и једини мандат Линдона Б. Џонсона као потпредседник. Кенеди је убијен 2 године, 306 дана након овог мандата, а Џонсон је наследио место председника. Кенеди је тесно победио Ричарда Никсона, садашњег потпредседника, на председничким изборима. Био је први католик који је постао председник, најмлађа особа изабрана на ту функцију и први председник САД рођен у 20. веку. Његово инаугурационо обраћање обухватило је главне теме његове кампање и дефинисаће његово председништво у време економског просперитета, насталих друштвених промена и дипломатских изазова. Ова инаугурација је била прва на којој је у програму учествовао песник Роберт Фрост. За ову инаугурацију, Заједничким конгресним комитетом за церемоније инаугурације председавао је сенатор Џон Спаркмен, а укључивали су сенаторе Карл Хејден и Стејлс Бриџис, као и представници Сем Рејбурн, Џон В. Мекормак и Чарлс А. Халек.

## Синатрин инаугурални бал
Френк Синатра и Питер Лофорд организовали су и били домаћини бал пре инаугурације у ДЦ Армори уочи дана инаугурације, 19. јануара 1961, који се сматра једном од највећих забава икада одржаних у историји Вашингтона. Синатра је ангажовао многе холивудске звезде које су наступале и присуствовале, и отишао је толико далеко да је убедио позоришта на Бродвеју да обуставе своје представе за ноћ како би угостили неке од својих глумаца који присуствују свечаности. Са улазницама у распону од 100 долара по особи до 10.000 долара по групи, Синатра се надао да ће прикупити 1,7 милиона долара (14,7 милиона долара у данашњим доларима) за Демократску странку како би елиминисала свој дуг настао тешком кампањом. Многе холивудске звезде одржале су кратке говоре или извеле глуме које је увежбавао Кеј Томпсон и режирао Роџер Еденс, а одсели су у хотелу Сталтер-Хилтон где је припреме и пробе фотографисао Фил Стерн. Наступи и говори укључивали су Фредрик Марч, Сидни Поатје, Нет Кинг Кол, Ела Фицџералд, Џин Кели, Тони Кертис, Џенет Ли, Бил Дејна, Милтон Берл, Џими Дуранте, Хари Белафонте и сам Синатра.
Семи Дејвис, млађи, Синатрин дугогодишњи пријатељ, присталица Демократске странке и члан Пацовског чопора, замолио га је Џон Ф. Кенеди да не присуствује свечаности по налогу свог оца Џозефа, страхујући да је његов међурасни брак са шведском глумицом Меј Брит био превише контроверзан за то време и прилику, на велико Семијево и Синатрино ужасавање. Дејвис је већ одложио своје венчање са Брит до после избора, такође на захтев Кенедијеве кампање преко Синатре. Дејвис је на крају променио своју подршку Републиканској партији и Ричарду Никсону почетком 1970-их. Хари Белафонте је изразио тугу због контроверзе, рекавши: „То је био амбасадор, [али] то смо знали тек после. То што Семи није био ту је био губитак.“
На крају бала, Кенеди је говорио да се захвали Синатри на свечаностима и његовој подршци Демократској странци током његовог живота и кампање 1960. године, додајући „Срећан однос између уметности и политике који је карактерисао нашу дугу историју, мислим да је достигао кулминацију вечерас." Жаклин се повукла у Белу кућу пре него што се бал завршио у 1:30 (ЕТ), а Џон је отишао на други бал пре инаугурације чији је домаћин био његов отац Џозеф Кенеди, и коначно би се вратио у Белу кућу око 3:30 ујутру.

## Инаугурационо обраћање
Нека се из овог времена и са овог места, и пријатељима и непријатељима, јави да је бакља предата новој генерацији Американаца – рођених у овом веку, укаљеним ратом, дисциплинованим тешким и горким миром, поносним на наше древно наслеђе – и неспремни да сведочимо или дозволимо споро поништавање оних људских права којима је ова нација одувек била посвећена, а којима смо ми данас посвећени код куће и широм света.
И тако, моји суграђани Американци: не питајте шта ваша земља може учинити за вас – питајте шта можете учинити за своју земљу

## Спољашне везе
| Претходна: 1957. | Инаугурација председника Сједињених Америчких Држава | Наследна: 1963. |